# Tatarczuch

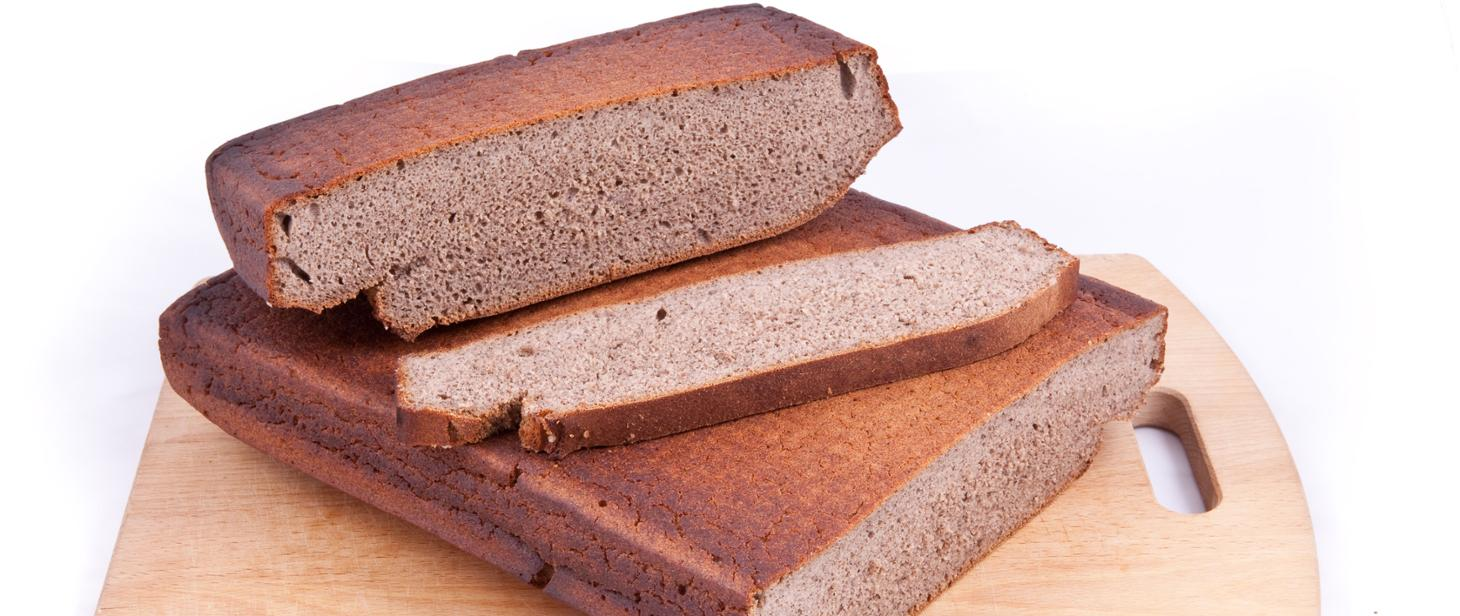
„Tatarczuch z Radomska” wpisany na Listę produktów tradycyjnych MRiRW (woj. łódzkie)

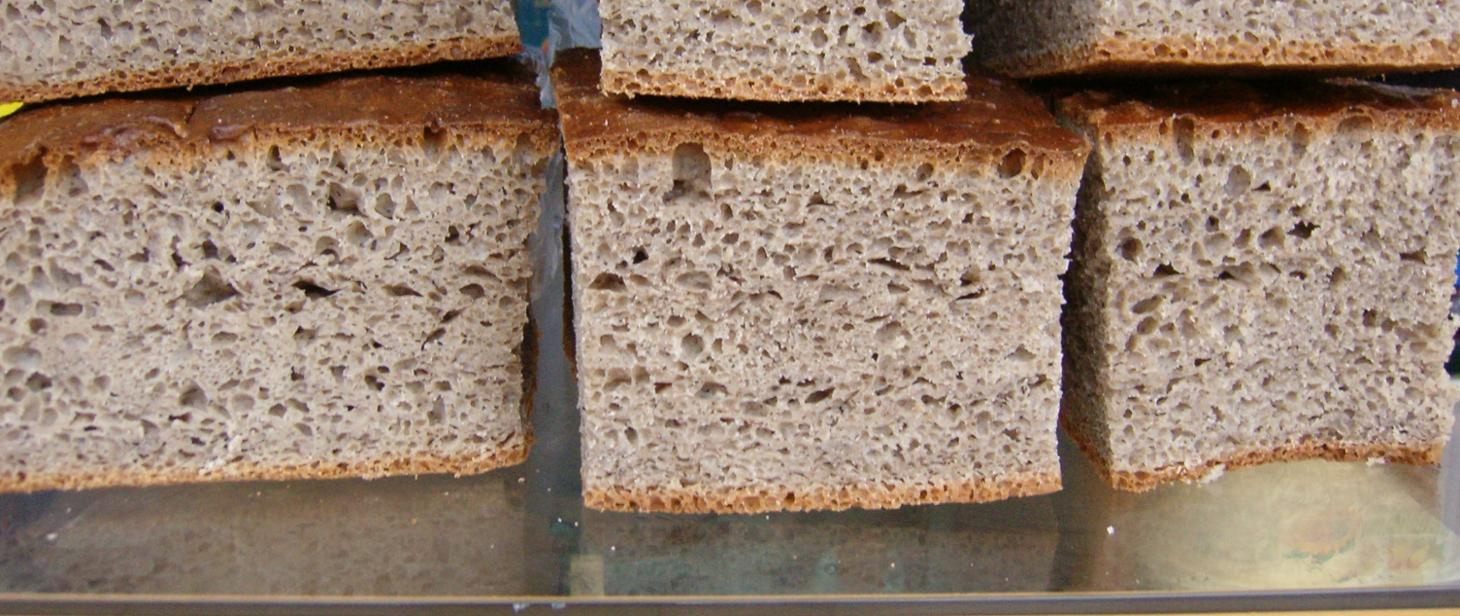
„Chleb tatarczuch” wpisany na Listę produktów tradycyjnych MRiRW (woj. śląskie)

Tatarczuch, chleb tatarczuch, tatarczak, chleb z tatarki, chleb hreczany, łazanek z mąki tatarczanej – odmiana tradycyjnego, ciemnego, słodkiego chleba wypiekanego z mąki gryczanej (zwanej też „mąką tatarczaną”), wytwarzanego w regionie Częstochowy. Tatarczuch bywa także określany jako placek. 

## Historia wypieku tatarczucha
Legenda wiąże tradycję wypieku tatarczucha z historycznymi jeńcami tatarskimi, którzy mieli zamieszkiwać rejon Stobiecka Miejskiego, obecnej dzielnicy Radomska, i mieli zapoczątkować w regionie uprawę gryki, zwanej z tego powodu „tatarką”. W rejonie Częstochowy funkcjonowało wielu kaszarzy, lecz w znacznym zakresie przetwarzanie gryki odbywało się w obrębie indywidualnych gospodarstw. Wypiekiem tatarczucha z mąki gryczanej pochodzącej z pełnego przemiału miały się zajmować między innymi żony kaszarzy, a gotowe wypieki miały być sprzedawane na targach, jarmarkach i odpustach. Chleb ten był wypiekany na blachach w opalanych drewnem, tradycyjnych piecach. Tradycja wypieku chleba z mąki gryczanej utrzymuje się w Żarkach i jest przekazywana z pokolenia na pokolenie. Pieczywo to było sprzedawane na targach, odpustach i różnych imprezach im towarzyszących. Żarki uzyskały przywilej organizowania targów i jarmarków już w 1556 roku. W mieście tym ulokowane zostało targowisko, na którym w każdy wtorek odbywał się targ, zaś trzy razy w roku organizowano jarmark. Podczas nich handlowano między innymi tatarczuchem, który z czasem stał się elementem kultury tego regionu.
Tatarczuchy wpisane na Listę produktów tradycyjnych Ministerstwa Rolnictwa i Rozwoju Wsi:
- „Chleb tatarczuch” wpisany 8 grudnia 2008 w kategorii „Wyroby piekarnicze i cukiernicze” w województwie śląskim[3],
- „Tatarczuch z Radomska” wpisany 4 listopada 2009 w kategorii „Wyroby piekarnicze i cukiernicze” w województwie łódzkim[6].

## Wypiek
Tatarczuch powstaje z mąki gryczanej z dodatkiem wody, mleka i drożdży. Bochenek ma kształt prostokątny i masę około 7 kg. Wypiek trwa 2 godziny. Pieczywo wypiekane z mąki gryczanej, z uwagi na niewystępowanie w kaszy glutenu, zalecane jest dla osób chorych na celiakię.